# Fazilka
Fazilka é uma cidade  no distrito de Firozpur, no estado indiano de Punjab.

## Geografia
Fazilka está localizada a 30° 24′ N, 74° 02′ L. Tem uma altitude média de 167 metros (547 pés).

## Demografia
Segundo o censo de 2001, Fazilka tinha uma população de 67,424 habitantes. Os indivíduos do sexo masculino constituem 52% da população e os do sexo feminino 48%. Fazilka tem uma taxa de literacia de 68%, superior à média nacional de 59.5%: a literacia no sexo masculino é de 72% e no sexo feminino é de 62%. Em Fazilka, 13% da população está abaixo dos 6 anos de idade.